# Palazzo Sciarra Colonna
Palazzo Sciarra Colonna ou Palazzo Sciarra Colonna di Carbognano é um palácio localizado no número 239 da Via del Corso, no rione Trevi de Roma. 

## História
A presença da família Colonna nesta vizinhança remonta ao século XI. Suas residências eram protegidas por poderosas torres, que acabaram modificadas ou demolidas ao longo dos séculos, e uma delas se transformou no Palazzo Sciarra Colonna. A família estava dividida em vários ramos nomeados com base em seus diversos feudos, com os Colonna de Paliano no Palazzo Colonna e os Colonna de Carbognano, uma comuna na província de Viterbo, neste palácio. Estes últimos eram mais conhecidos como Colonna di Sciarra por causa de seus ancestrais, Giacomo Sciarra Colonna ("Sciarra" significa "briguento"), que ganhou este apelido depois de esbofetear publicamente o papa Bonifácio VIII no rosto em 1303. O edifício atual, obra de Flaminio Ponzio, foi construído no século XVI num sóbrio estilo renascentista.
A fachada se apresenta em dois pisos, marcada pela rusticação nas esquinas e no amplo beiral sustentado por mísulas; a bela cornija marcapiano realça as nove janelas arquitravadas do primeiro piso e uma outra cornija mais simples, as outras nove do segundo. No térreo, entre janelas arquitravadas e gradeadas, com parapeitos sustentados por mísulas e sobre pequenas janelas do sótão, se abre um poderoso portal flanqueado por duas colunas dóricas sobre as quais se assenta a varanda do primeiro piso: no estilóbata está esculpida uma coluna, o símbolo heráldico da família Colonna. 
Como este portal foi talhado a partir de um único e gigantesco bloco de mármore, obra de Orazio Torriani (que provavelmente seguiu um projeto de Antonio Labacco, um aluno de Antonio da Sangallo, o Jovem), ele foi considerado uma das "quatro maravilhas de Roma": "Il cembalo di Borghese / il dado di Farnese / la scala di Caetani / il portone di Carboniani" (o termo "Carboniani" é uma referência a Carbognano). Do lado esquerdo palácio, onde hoje está a Via Marco mighetti, estava um outro edifício da família Sciarra, o que era destinado à "família", ou seja, aos servos, aos administradores do complexo e, ocasionalmente, aos parentes. Construído no século XVI, este palácio era ligado ao Palazzo Lanci Bonaccorsi (atualmente Palazzo della Banca Commerciale Italiana) através do chamado Arco di Carbognano, que atravessava a Via delle Muratte. Numa gravura de Giuseppe Vasi de 1754 é possível verificar que o trecho da via de frente para o Palazzo Sciarra naquela época era considerado uma pequena praça (em italiano:  piazzetta) por ser ligeiramente mais largo que o resto da estrada e seu nome era Piazza Sciarra. Em 1869, a princesa Carolina di Sciarra contratou o arquiteto Filippo Martinucci para construir uma nova ala no Vicolo dei Trei Ladroni (atual Vicolo Sciarra). Tanto o arco quanto o palácio "da família" foram demolidos em 1886 durante as obras de ampliação da Via del Corso e o príncipe Maffeo Sciarra aproveitou as obras para reestruturar o pátio interno contratando o arquiteto Francesco Settimj; ele tratou de compensar a perda do palácio "da família" construindo um outro edifício na Via dell'Umiltà, criando um enorme complexo edificado.

### Galleria Sciarra

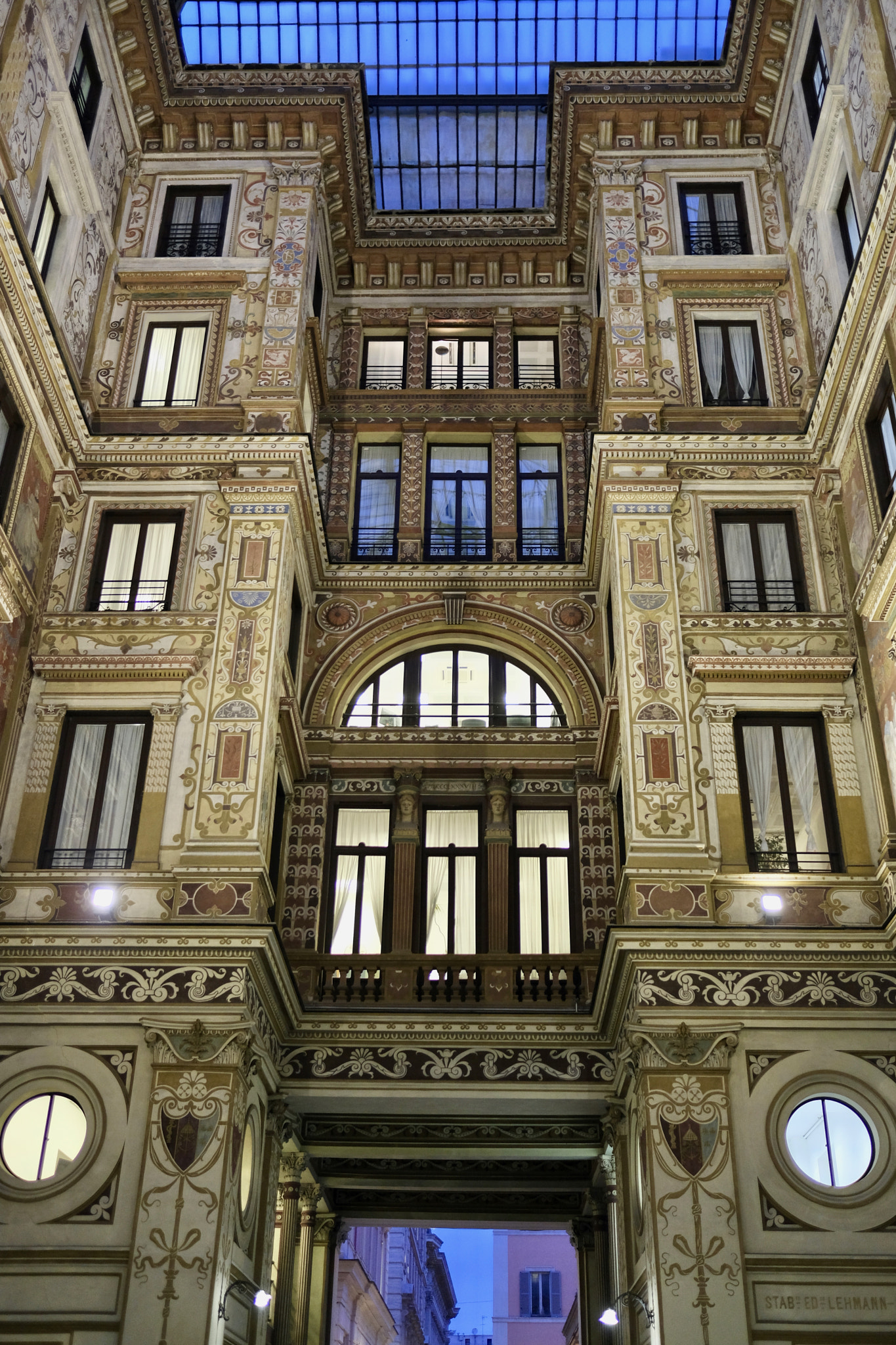
Galleria Sciarra.

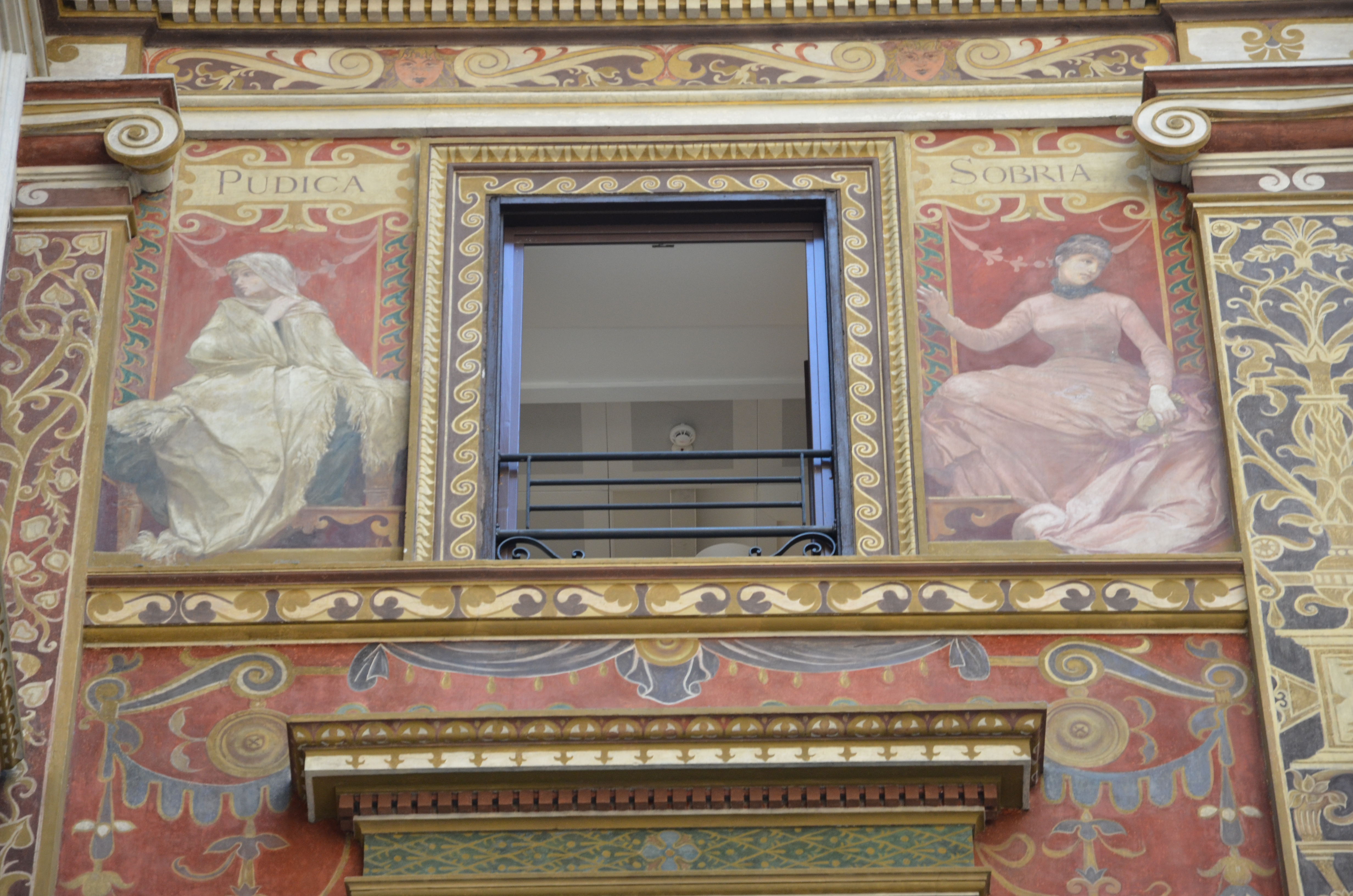
Detalhes de um dos afrescos.

Finalmente, em 1888, por obra de Giulio De Angelis, que construiu a ala final na Via Marco Minghetti, surgiu a famosa Galleria Sciarra, nascida como um pátio na extremidade do palácio que depois passou a funcionar como passagem de pedestres, por um tempo privada, com os portões de ferro que ainda hoje delimitam suas duas entradas. O vão central, rico em elementos arquitetônicos, foi pintado entre 1885 e 1888 por Giuseppe Cellini com motivos que relembram o clima da "Crônica Bizantina", tipicamente Art Nouveau-Belle Époque. A protagonista do ciclo pictórico é a mulher, vista como esposa, mãe e anjo do lar, retratada numa série de cenas da vida cotidiana que vão do vestido de noiva ao banquete familiar, da conversação ao concerto musical. Na faixa superior da decoração estão representadas outras mulheres que personificam as virtudes femininas: fidelidade, humildade e justiça. Os novos edifícios chegaram até a esquina da Via Marco Minghetti com a Via delle Vergini, onde o príncipe Sciarra construiu um teatro, que foi chamado de Teatro Quirino. No entanto, os Sciarra passaram por dificuldades financeiras, especialmente o príncipe Maffeo, que gastava excessivamente com suas obras e com seus patrocínios artísticos, o que incluiu, entre outras coisas, a fundação de um outro teatro, chamado "La Tribuna". Ele acabou obrigado a vender sua preciosa coleção de quadros renascentistas, mas não foi suficiente. Finalmente, em 1900, todo o grande complexo acabou sendo vendido. O palácio na Via del Corso passou para a Cassa Nazionale di Previdenza e, logo depois, ali se instalou o jornal "Il Giornale d'Italia". Atualmente o palácio abriga a "Fondazione Roma".
Os Sciarra também eram proprietários da grande Villa Sciarra, no Janículo.

### Arco de Cláudio
O Palazzo Sciarra Colonna marca também o ponto da Via del Corso (a antiga Via Lata) onde antigamente ficava o Arco de Cláudio, construído entre 51 e 52 d.C. para comemorar a conquista romana da Britânia, ocorrida em 43 d.C. sob o comando do imperador Cláudio.